# یواس‌اس پامانست (ای‌او-۸۵)
یواس‌اس پامانست (ای‌او-۸۵) (به انگلیسی: USS Pamanset (AO-85)) یک کشتی بود که طول آن ۵۲۳ فوت ۶ اینچ (۱۵۹٫۵۶ متر) بود. این کشتی در سال ۱۹۴۳ ساخته شد.